# Lliga catalana de bàsquet femenina 2012-2013
La XXIV Lliga Nacional Catalana Femenina 2013 fou la vint-i-quatrena edició de la Lliga catalana de bàsquet. La competició es celebra el 6 d'octubre de 2012 al Palau d'Esports de La Seu d'Urgell. Fou organitzada per la Federació Catalana de Basquetbol i retransmès en directe pel canal Esport3. Hi participaren l'Uni Girona, vigent campió, i el Cadí ICG Software que disputaren la tercera final de forma consecutiva. Es proclamà campió el club gironí per 61 a 59, que sumà el seu tercer títol consecutiu. Individualment, destacà l'actuació de l'escorta catalana Anna Carbó amb 17 punts i 5 rebots, i que fou escollida MVP de la final.

## Final
| En negreta = Equip guanyador Pts = Punts Rebs = Rebots Assis = Assistències Val = Valoració Nota: Noms dels equips segons l'època |

| 6 d'octubre de 2012 Acta | Cadí ICG Software                                                           | 59–61 | Uni Girona                                                            | Palau d'Esports de la Seu d'Urgell Àrbitres: Ferran Rupérez i Xavier Lanza |
| 6 d'octubre de 2012 Acta | Resultats per quarts: 10-21, 11-13, 25-12, 13-15                            |       |                                                                       | Palau d'Esports de la Seu d'Urgell Àrbitres: Ferran Rupérez i Xavier Lanza |
| 6 d'octubre de 2012 Acta | Pts: García 15 Rebs: Bartonova, Traoré 5 Assist: Bartonova 4 Val: García 15 |       | Pts: Carbó 17 Rebs: Feaster 9 Assist: Sarr, Freixanet 2 Val: Carbó 20 | Palau d'Esports de la Seu d'Urgell Àrbitres: Ferran Rupérez i Xavier Lanza |

| Cadí ICG Software | Uni Girona |

| #          | Nom                | Pts | Rbs. | Ass. | Val. |
| ---------- | ------------------ | --- | ---- | ---- | ---- |
| 5          | Sabine Niedola     | 10  | 4    | 2    | 9    |
| 6          | Katerine Bartonova | 9   | 5    | 4    | 10   |
| 7          | Georgina Bahí      | 2   | 1    | 0    | 3    |
| 8          | Marlès Balart      | 0   | 0    | 0    | 0    |
| 9          | Marina Delgado     | 0   | 1    | 0    | 0    |
| 10         | Cristina García    | 15  | 4    | 2    | 15   |
| 11         | Marlou de Kleijn   | 5   | 1    | 0    | 4    |
| 12         | Astou Traoré       | 9   | 5    | 0    | 4    |
| 13         | Tània Pérez        | 2   | 1    | 0    | -3   |
| 15         | Clàudia Guri       | 0   | 2    | 0    | 0    |
| 20         | Aja Parham         | 4   | 1    | 4    | 6    |
| Equip      | Equip              | 59  | 28   | 12   | 50   |
| Entrenador |                    |     |      |      |      |
| Andreu Bou |                    |     |      |      |      |

| Campió de la Lliga Catalana 2014-2015 |
| ------------------------------------- |
| Uni Girona Tercer títol               |
| MVP                                   |
| Anna Carbó                            |

| #          | Jugadora       | Pts | Rbs. | Ass. | Val. |
| ---------- | -------------- | --- | ---- | ---- | ---- |
| 4          | Alison Feaster | 2   | 9    | 0    | -5   |
| 6          | Toch Sarr      | 8   | 4    | 2    | 12   |
| 7          | Anna Carbó     | 17  | 5    | 0    | 20   |
| 8          | Myrthe Beld    | 10  | 4    | 1    | 8    |
| 9          | Noemí Jordana  | 5   | 0    | 1    | -3   |
| 8          | Jacinta Monroe | 6   | 4    | 1    | 9    |
| 11         | Jael Freixanet | 7   | 2    | 2    | 9    |
| 12         | Eva Bou        | 0   | 1    | 0    | -1   |
| 13         | Laura Ribas    | N/D | N/D  | N/D  | N/D  |
| 14         | Cierra Bravard | 6   | 4    | 0    | 3    |
| 16         | Carla Jou      | N/D | N/D  | N/D  | N/D  |
| 19         | Cynthia Molina | N/D | N/D  | N/D  | N/D  |
| Equip      | Equip          | 61  | 34   | 7    | 52   |
| Entrenador |                |     |      |      |      |
| Anna Caula |                |     |      |      |      |